# FA Community Shield 2003
Lo FA Community Shield 2003, noto in italiano anche come Supercoppa d'Inghilterra 2003, è stata l'81ª edizione della Supercoppa d'Inghilterra.
Si è svolto il 10 agosto 2003 al Millennium Stadium di Cardiff tra il Manchester United, vincitore della FA Premier League 2002-2003, e l'Arsenal, vincitore della FA Cup 2002-2003.
A conquistare il titolo è stato il Manchester United che ha vinto per 4-3 ai rigori dopo l'1-1 dei tempi regolamentari.

## Partecipanti
| Squadre        | Qualificazione                              | Partecipazioni precedenti (il grassetto indica la vittoria)                                                                       |
| -------------- | ------------------------------------------- | --- |
| Manchester Utd | Vincitore della FA Premier League 2002-2003 | 21 (1908, 1911, 1948, 1952, 1956, 1957, 1963, 1965, 1967, 1977, 1983, 1985, 1990, 1993, 1994, 1996, 1997, 1998, 1999, 2000, 2001) |
| Arsenal        | Vincitore della FA Cup 2002-2003            | 16 (1930, 1931, 1933, 1934, 1935, 1936, 1938, 1948, 1953, 1979, 1989, 1991, 1993, 1998, 1999, 2002)                               |

## Tabellino
| Arbitro: | Steve Bennett |

|                                          |                      |                                                  |
| Henry 20’                                | Marcatori            | 15’ Silvestre                                    |
| Edu van Bronckhorst Wiltord Lauren Pirès | Tiri di rigore 3 – 4 | Scholes Ferdinand van Nistelrooy Solskjær Forlán |

| Arsenal | Manchester United |

### Formazioni
| Arsenal:        |    |                          |     |     |
|                 |    |                          |     |     |
| P               | 1  | Jens Lehmann             |     |     |
| D               | 12 | Lauren                   |     |     |
| D               | 28 | Kolo Touré               |     |     |
| D               | 23 | Sol Campbell             |     |     |
| D               | 3  | Ashley Cole              | 2’  |     |
| C               | 15 | Ray Parlour              |     | 46’ |
| C               | 4  | Patrick Vieira (c)       | 52’ |     |
| C               | 19 | Gilberto Silva           |     | 60’ |
| C               | 8  | Fredrik Ljungberg        |     | 65’ |
| A               | 10 | Dennis Bergkamp          |     | 60’ |
| A               | 14 | Thierry Henry            |     | 46’ |
| A disposizione: |    |                          |     |     |
| P               | 13 | Stuart Taylor            |     |     |
| D               | 18 | Pascal Cygan             |     |     |
| C               | 7  | Robert Pirès             |     | 46’ |
| C               | 16 | Giovanni van Bronckhorst |     | 65’ |
| C               | 17 | Edu                      |     | 60’ |
| A               | 9  | Francis Jeffers          | 72’ | 60’ |
| A               | 11 | Sylvain Wiltord          |     | 46’ |
| Allenatore:     |    |                          |     |     |
| Arsène Wenger   |    |                          |     |     |

| Manchester Utd: |    |                     |     |     |
|                 |    |                     |     |     |
| P               | 14 | Tim Howard          |     |     |
| D               | 3  | Phil Neville        | 1’  | 78’ |
| D               | 5  | Rio Ferdinand       |     | 82’ |
| D               | 16 | Roy Keane (c)       |     |     |
| D               | 27 | Mikaël Silvestre    |     |     |
| C               | 20 | Ole Gunnar Solskjær |     |     |
| C               | 8  | Nicky Butt          |     | 61’ |
| C               | 25 | Quinton Fortune     | 59’ | 69’ |
| C               | 11 | Ryan Giggs          |     |     |
| A               | 18 | Paul Scholes        | 53’ |     |
| A               | 10 | Ruud van Nistelrooy |     |     |
| A disposizione: |    |                     |     |     |
| P               | 13 | Roy Carroll         |     |     |
| D               | 22 | John O'Shea         |     | 69’ |
| C               | 19 | Eric Djemba-Djemba  |     | 61’ |
| C               | 23 | Kieran Richardson   |     |     |
| C               | 24 | Darren Fletcher     |     |     |
| A               | 12 | David Bellion       |     |     |
| A               | 21 | Diego Forlán        |     | 78’ |
| Allenatore:     |    |                     |     |     |
| Alex Ferguson   |    |                     |     |     |